# Alegeri legislative în Grecia, 1977
În alegerile legislative grecești din 1977, primul-ministrul Constantin Karamanlis, a cerut alegeri anticipate. Partidul său, ND, a suferit o pierdere semnificativă de putere, dar, cu toate acestea, Karamanlis a reușit să obțină o majoritate absolută în Parlament. Marea surpriză a fost succesul partidului PASOK, a căror retorică socialistă a rămas radicală. Datorită succesului lui PASOK, centriștii (Uniunea Centrului Democratic, ΕDIK, Fosta Uniune Centrala-Fortele Noi) condusi din nou de Georgios Mavros au pierdut jumătate din puterea lor. Ca rezultat, Andreas Papandreou, liderul PASOK, a devenit o figură proeminentă în politica Greciei. Comuniștii (Partidul Comunist din Grecia) și naționaliștii au reușit să amplifice sprijinul lor.

## După alegeri
În 1979, Grecia a devenit al zecelea membru al Comunității Europene, în ciuda opoziției PASOK și a comuniștilor. În 1980, Constantin Karamanlis l-a urmat pe Tsatsos Constantin în calitate de președinte al Republicii. George Rallis devenit prim-ministru și noul lider al ND.